# Motoo Kimura
Motoo Kimura (jap. 木村資生 Kimura Motoo; ur. 13 listopada 1924 w Okazaki, zm. 13 listopada 1994) – japoński genetyk, biolog molekularny, autor neutralistycznej teorii ewolucji molekularnej.

## Życiorys
Urodził się jako jedyny syn biznesmena w Okazaki w Japonii. Młody Kimura zafascynowany był pięknem roślin, które hodował jego ojciec i zdecydował się zostać botanikiem. W 1944 r. Kimura rozpoczął studia cytogenetyczne. Po ukończeniu nauki pracował jako asystent profesora H. Kihary. Stopniowo tracił jednak swoje dotychczasowe zainteresowania i w końcu zaczął zajmować się matematyczną stroną genetyki populacyjnej. Na tę zmianę miał wpływ jego kuzyn prof. Matsui Tamura – fizyk matematyczny. Dzięki niemu poznawał on świat fizyki teoretycznej. Doszedł wtedy do wniosku, że biologia powinna mieć lepsze podstawy matematyczne. Według niego dziedziną, biologiczną, gdzie matematyka była najszerzej stosowana jest teoretyczna genetyka populacyjna. Jego dalsze badania dotyczyły właśnie tej dziedziny. Wcześniej jednak musiał przejść szkolenie matematyczne, gdyż do tej pory był samoukiem.
W 1949 roku zdobył zatrudnienie w niedawno założonym Narodowym Instytucie Genetyki w Mishima. Pracował tam do końca życia, oprócz kilku lat spędzonych za granicą. W początkowym okresie pobytu w Mishima Kimura skoncentrował się na stochastycznej teorii genetyki populacyjnej. Zaangażował się w debatę między A. Fisherem i S. Wrightem dotyczącą znaczenia przypadkowego dryfu genetycznego w ewolucji. Fisher utrzymywał, że dryf genetyczny nie jest istotny w naturalnych populacjach, ponieważ wielkość populacji jest zwykle bardzo wysoka i ważniejszym czynnikiem są fluktuacje współczynnika selekcji naturalnej. Kimura nie zgodził się hipotezą Fishera i podał własne wyjaśnienie relacji między skutkami działania dryfu genetycznego i doboru naturalnego. Napisał na ten temat artykuł, który został opublikowany w 1954 roku w czaspismie Genetics. Był to jego pierwszy artykuł opublikowany na Zachodzie.
Od 1953 roku pracował w Stanach Zjednoczonych pod kierunkiem aktywnego badacza w dziedzinie genetyki ilościowej J. L. Lusha. Po niedługim czasie przeniósł się na Uniwersytet Wisconsin, żeby pracować pod kierunkiem J. Crowa.
W 1954 roku przybył tam też Wright. W czasie pobytu w Wisconsin Kimura napisał szereg publikacji. Szybko stał się światowym liderem w dziedzinie matematycznej genetyki populacyjnej. Był postrzegany jako następca Fishera, Wrighta i Halddanea.
W 1960 roku Kimura opublikował w języku japońskim podręcznik – „Szkice genetyki populacyjnej”. Prawdopodobnie był to najbardziej zaawansowany podręcznik tego przedmiotu na świecie w owym czasie. Kimura współpracował m.in. z Takeo Maruyama, Tomoko Ohta, Naoyuki Tekahata, dzięki czemu Mishima stało się światowym centrum teoretycznej genetyki populacyjnej w latach 70. XX w.
Najbardziej znaczącym wkładem Kimury jest hipoteza zakładająca, że większość substytucji nukleotydów w procesie ewolucyjnym jest wynikiem neutralnych lub prawie neutralnych mutacji i że wiele zmian molekularnych obserwowanych w danej populacji reprezentuje tylko stadium długoterminowej ewolucji molekularnej. Taki punkt widzenia był obcy ówczesnym ewolucjonistom i dlatego wielu podniosło głosy krytyki wobec koncepcji Kimury. Był to czas szybkiego rozwoju neodarwinizmu i ewolucjoniści nie mogli uwierzyć, że substytucje genów mogą zachodzić w dużych naturalnych populacjach bez udziału doboru naturalnego. Na szczęście teoria neutralistyczna okazała się testowalna i fakt ten generował wiele prac doświadczalnych i teoretycznych zarówno z obozu neutralistów, jak i selekcjonistów.
W 1983 r. Kimura streścił badania nad teorią neutralistyczną w książce „The Neutral Theory of Molecular Evolution”. Historycznie pomysł, że neutralne mutacje są przeważające nie był nowy. Był opisywane przez licznych autorów przed Kimurą, np. przez wczesnego ewolucjonistę Thomasa Morgana (1932) w kontekście charakterystyki morfologicznej oraz przez współczesnych Kimurze: Freese (1962), Sueoka (1962), Robertson (1967) i Crow (1968) w kontekście białek. King i Jukes (1969) niezależnie napisali znaczącą pozycję „Non-darwinian evolution”. Wszystkie te prace rozwijały koncepcję neutralnych mutacji, jednak to Kimura stworzył jej teoretyczne podstawy. Bez wkładu Kimury badania ewolucji molekularnej mogłyby być znacznie opóźnione.
Kimura otrzymał wiele nagród oraz honorowe stopnie na Uniwersytecie w Chicago i Wisconsin. Był on niewątpliwie wybitnym ewolucjonistą japońskim, chociaż słuszność teorii naturalistycznej jest nadal kwestią kontrowersyjną. Cechą charakterystyczną koncepcji Kimury jest twierdzenie, że mutacje przystosowawczo obojętne, tzw. neutralne są podstawowym czynnikiem ewolucji. Los takich mutacji określany jest przez dryf genetyczny, który polega na przypadkowej zmianie częstości występowania w populacji danych alleli. Kimura traktuje polimorfizm białek i DNA jako przejściowe stadium ewolucji molekularnej i odrzuca pogląd, że większość takich polimorfizmów służy przystosowaniu do środowiska.
Otrzymał Nagrodę Asahi za 1986 rok.